# Salcburská jednání

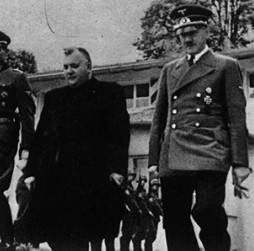
Tiso a Hitler po jednání

Salcburská jednání (jiné názvy: salcburské porady, salcburský diktát; německy Salzburger Verhandlungen, Salzburger Diktat) je označení jednání delegace Slovenské republiky (v počátečním složení Jozef Tiso, Vojtech Tuka, Alexander Mach, Matúš Černák a Ferdinand Ďurčanský) s vedoucími představiteli nacistického Německa, nejprve s ministrem zahraničních věcí Joachimem von Ribbentrop v Salcburku a následně s kancléřem a vůdcem Adolfem Hitlerem v jeho horském letním sídle Berghof. Obě setkání se uskutečnila 28. července 1940.
Jejich průběh a výsledky znamenaly výrazný německý zásah do vnitropolitických poměrů Slovenska, který byl reakcí hlavně na oslabení pronacistického radikálního křídla Hlinkovy slovenské ľudové strany (HSĽS) v čele s Tukou a Machem. Výsledkem salcburských jednání byla rekonstrukce vlády (Tuka se stal ministrem zahraničních věcí, Mach ministrem vnitra), politické změny ve prospěch radikálů v HSĽS a posílení německého vlivu na Slovensku (příchod německých poradců ap.).